# I созыв Совета самоуправления города Вологды (1994—1996)
I созыв депутатов Совета самоуправления города Вологды (Вологодской городской Думы) избран на очередных выборах 20 марта 1994 года. Депутаты избирались по девяти одномандатным округам. В трёх из них выборы не были признаны состоявшимися, и депутатами стало только шесть человек.
Председателем был избран Михаил Зарецкий.

## Список депутатов
- Вахрушев, Михаил Константинович
- Глебов, Андрей Михайлович
- Громов, Владимир Павлович
- Зарецкий, Михаил Давыдович
- Курочкин, Александр Владимирович
- Пестерева, Надежда Васильевна